# Tour des Canadiens
La Tour des Canadiens est un gratte-ciel haut de gamme de Montréal situé sur l'avenue des Canadiens-de-Montréal, à côté du Centre Bell. Il tire son nom de l’équipe de hockey sur glace professionnelle les Canadiens de Montréal. Sa hauteur est de 167 m sur 52 étages.
Existent également la Tour des Canadiens 2 (2019) et la Tour des Canadiens 3 (2021) sur la rue Saint-Antoine.

## Usage
La tour comporte principalement des appartements en copropriété.
En juillet 2012, on apprend que la tour passait de 61 à 40 étages puisqu'un hôtel initialement prévu n'en faisait plus partie. Toutefois, des étages supplémentaires ont été ajoutés au projet à la suite du succès des ventes initiales et il fait finalement 52 étages.

## Construction
La construction a commencé à l'été 2013 sur l'ancienne Place du centenaire des Canadiens et  s'est achevée à l'été 2016. 
Les monuments qui s'y trouvaient, dont quatre statues de bronze des meilleurs joueurs de l'histoire de l'équipe, Maurice Richard, Jean Béliveau, Guy Lafleur et Howie Morenz, ont été relocalisés à quelques mètres, dans la Cour Windsor. 
Cette tour à condominiums de 53 étages abrite des espaces commerciaux au rez-de-chaussée, 8 étages de stationnement et 5 étages de penthouse. Les 10e et 11e étages logent une piscine, un immense centre sportif, une terrasse et des vestiaires. Ce bâtiment accueille également un des plus grands bars sportifs au Canada.  
Les entreprises ayant contribué à la construction du projet : 
- Architectes en consortium : CHBA / Martin Marcotte Beirnhaker / Groupe IBI
- Génie de structure : SDK et associés
- Génie mécanique-électricité : Bouthillette Parizeau
- Génie civil : Marchand Houle
- Entrepreneur : Reliance Construction

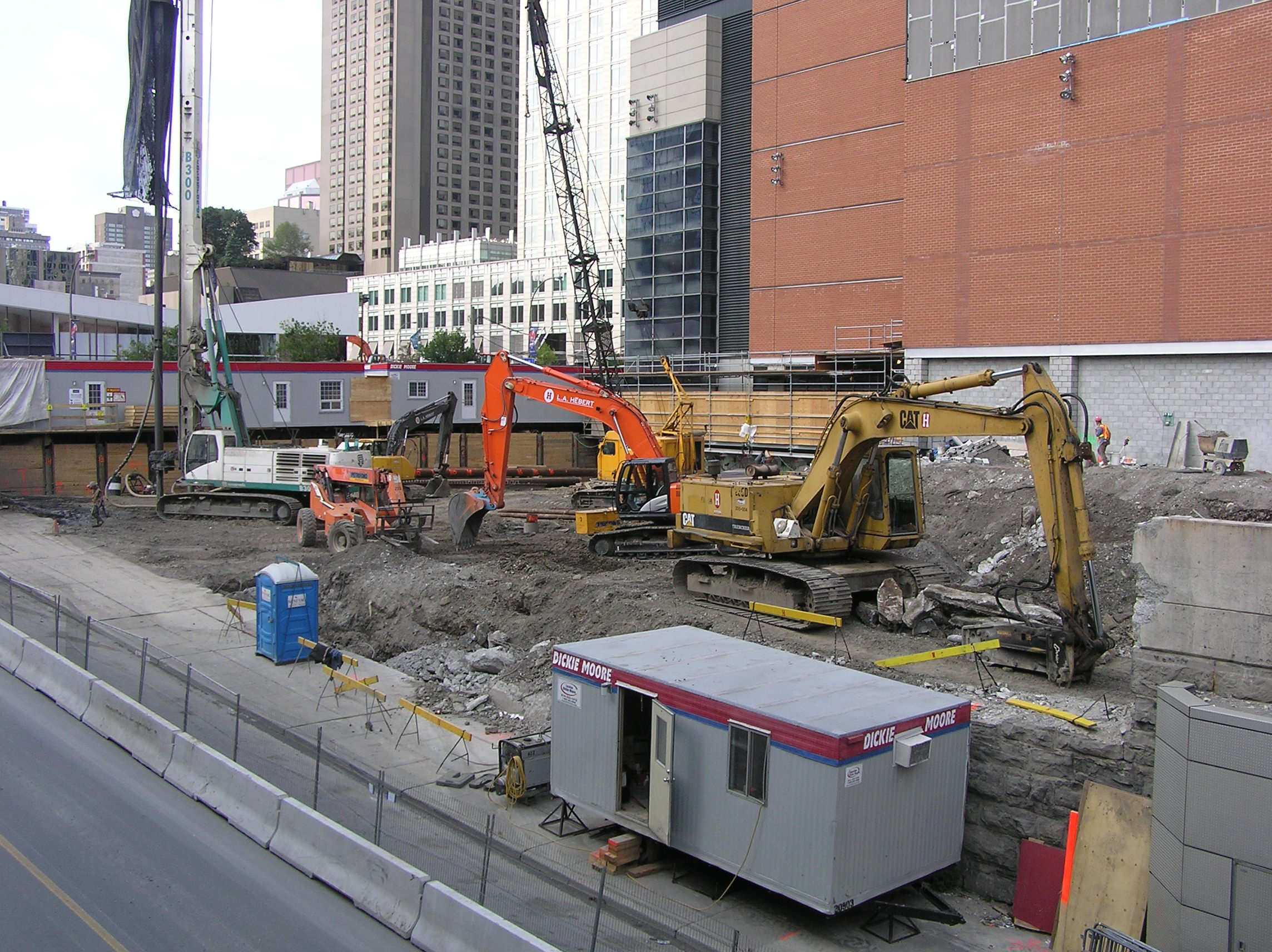
Juillet 2013
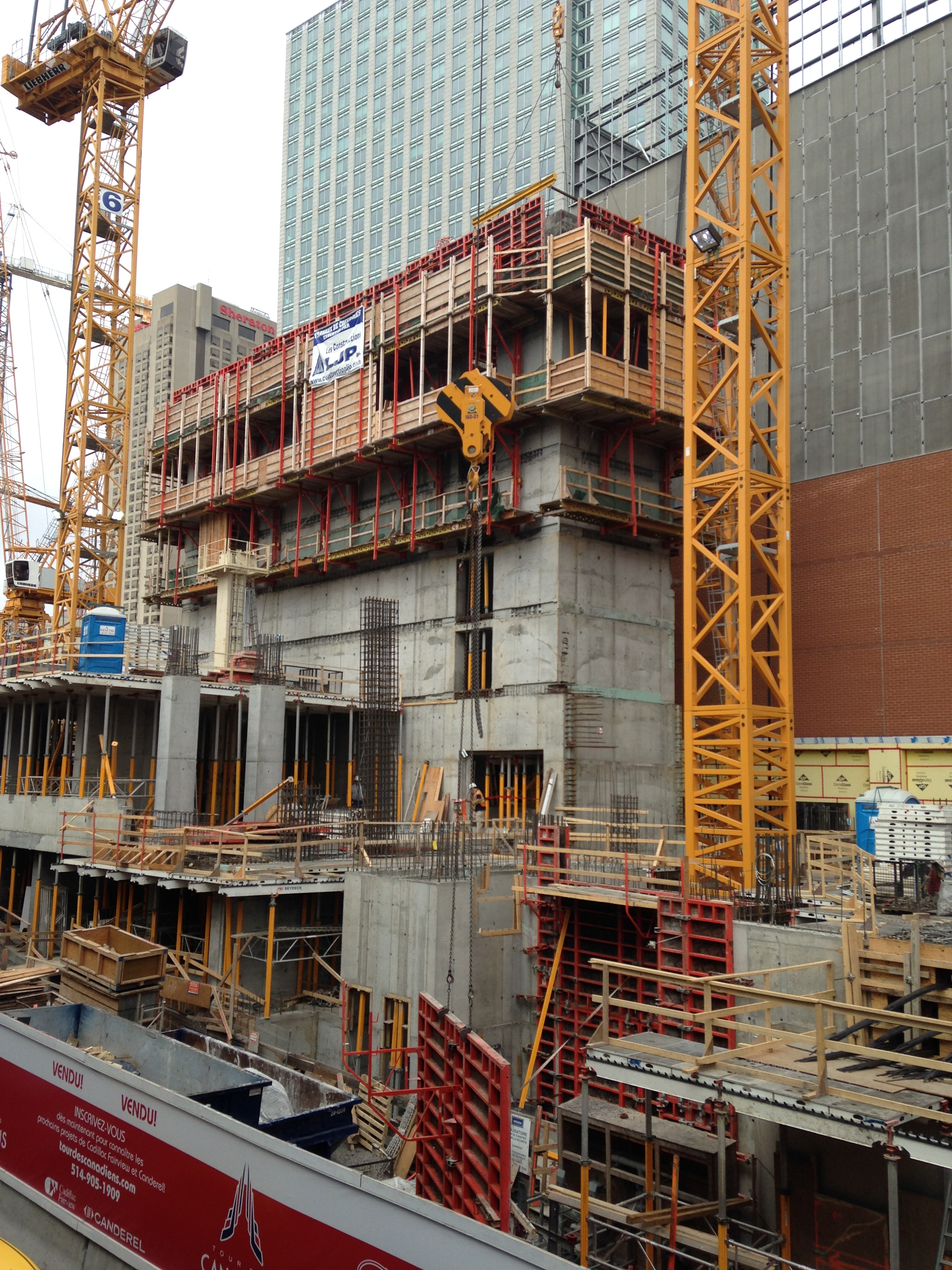
Octobre 2014
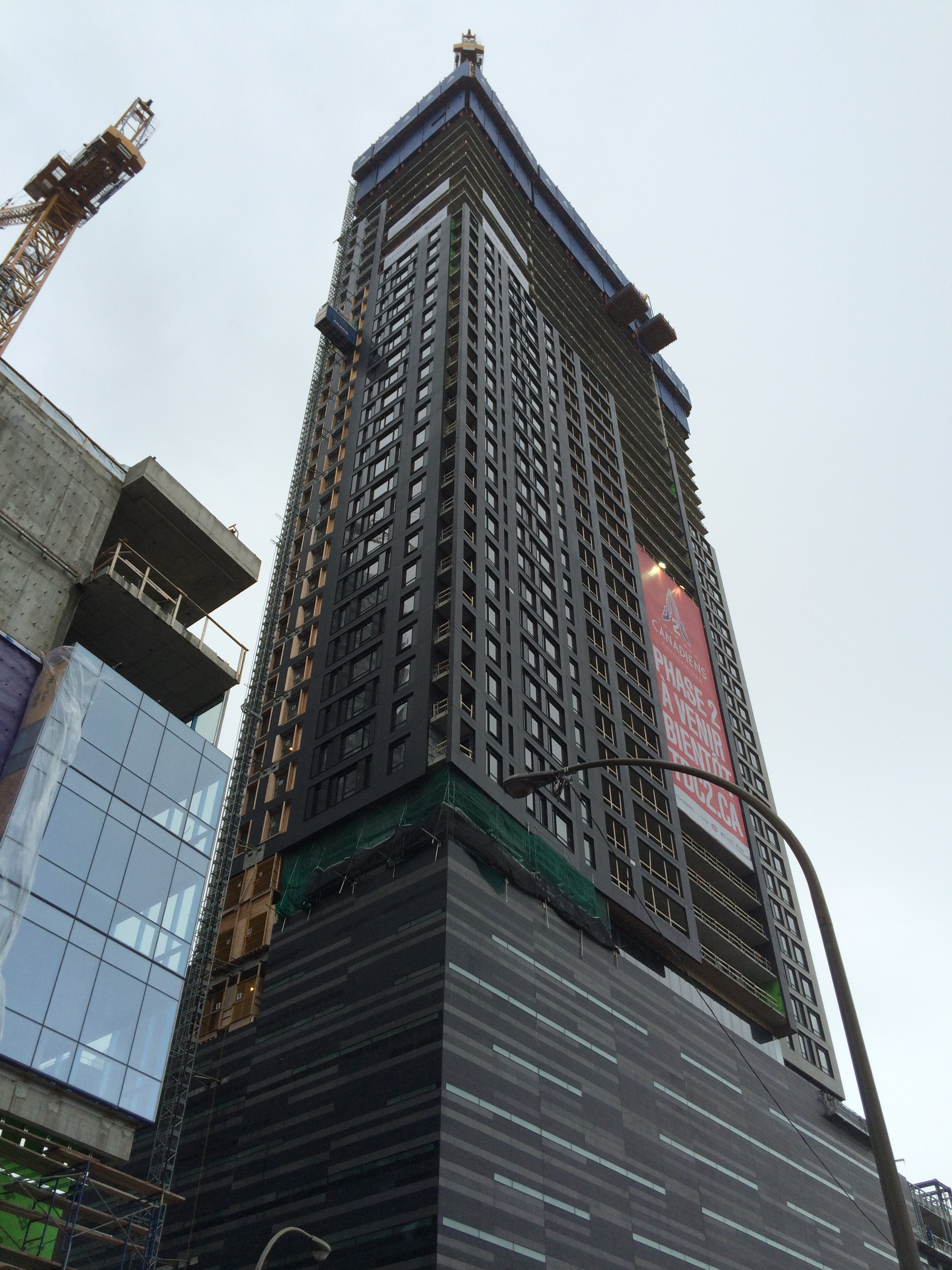
Septembre 2015
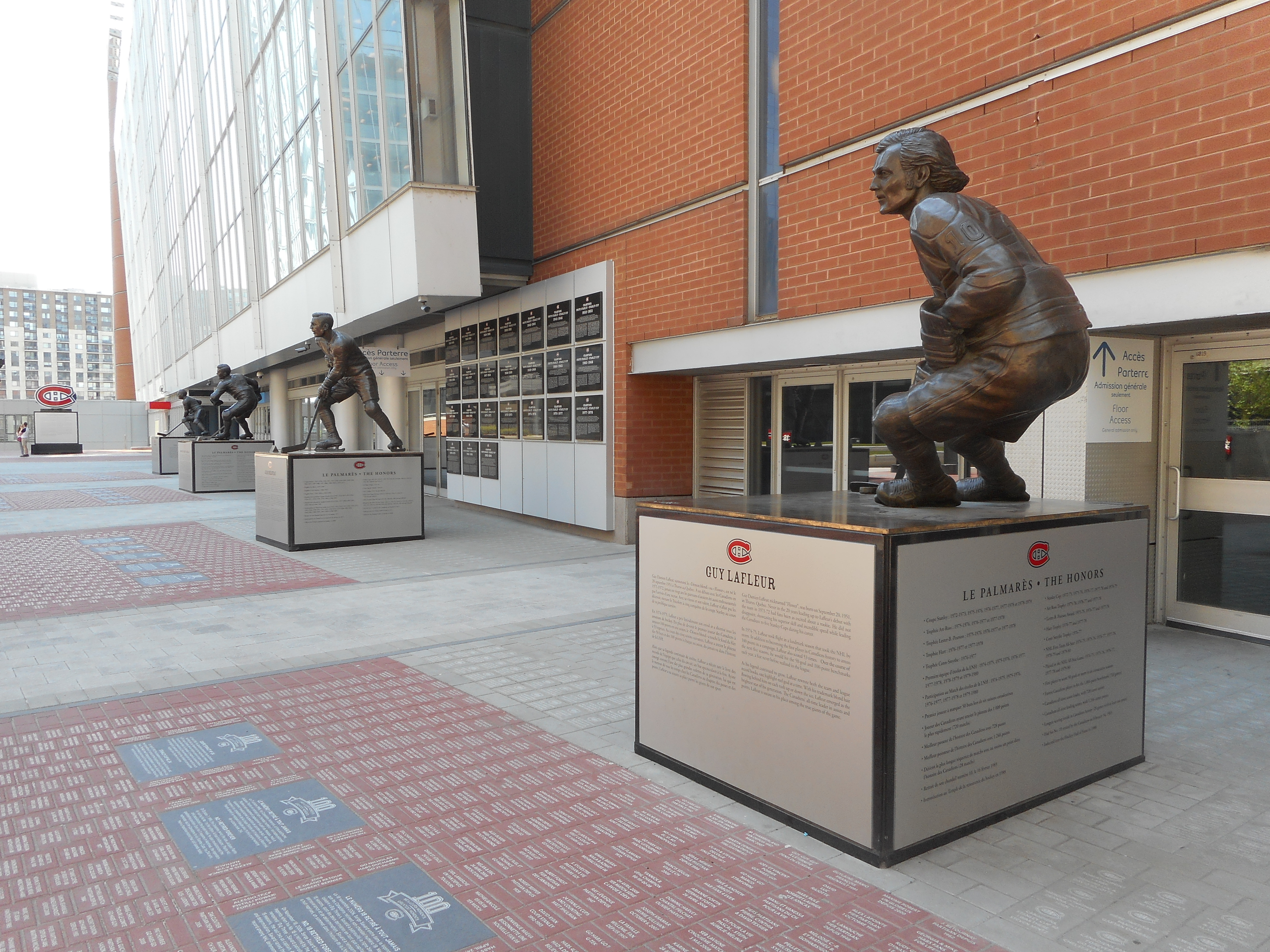
Statue de Guy Lafleur

## Prix
La Tour des Canadiens remporte en 2017 le Grand Prix du Génie-Conseil Québécois dans la catégorie "Bâtiment structure".

## Tours des Canadiens 2 et 3
Après la construction de la première tour, deux autres tours sont érigées à proximité, au sud de la rue Saint-Antoine,. Le terrain étant situé plus bas, les tours ont quelques étages de plus. Les façades des bâtiments qui s'y trouvaient sont intégrées aux tours. Une passerelle relie la tour 2 et le Centre Bell.

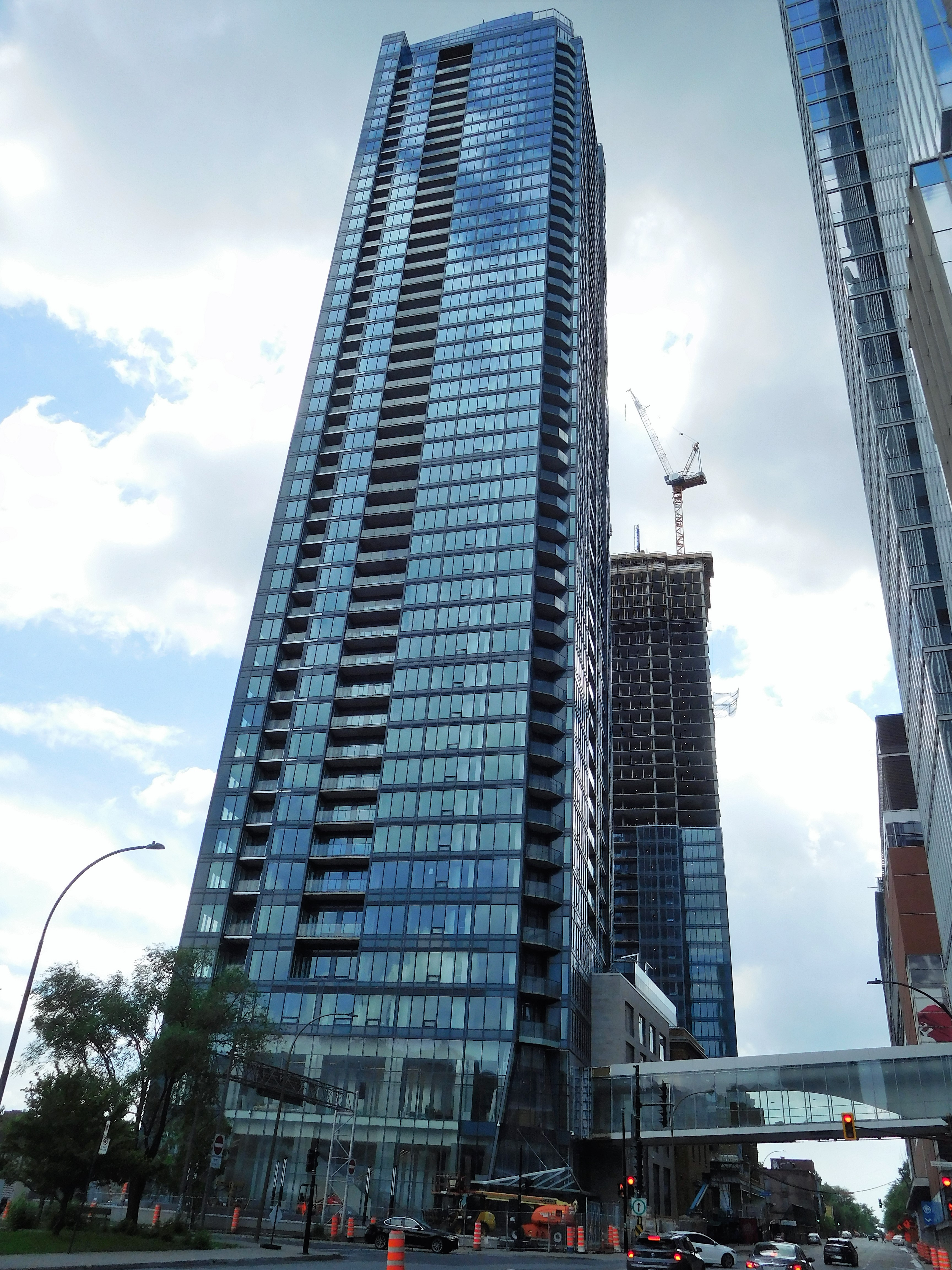
TDC2
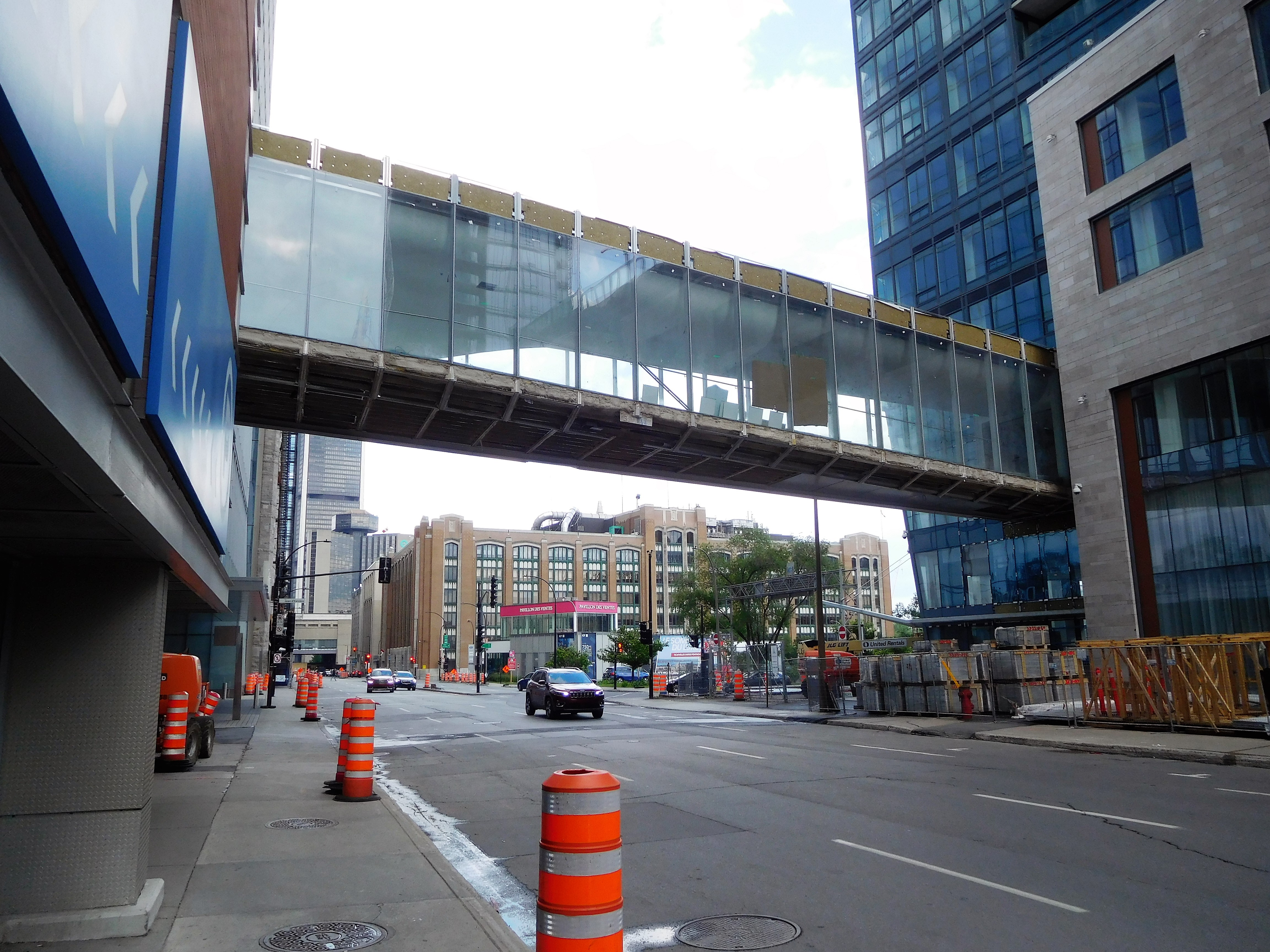
TDC2
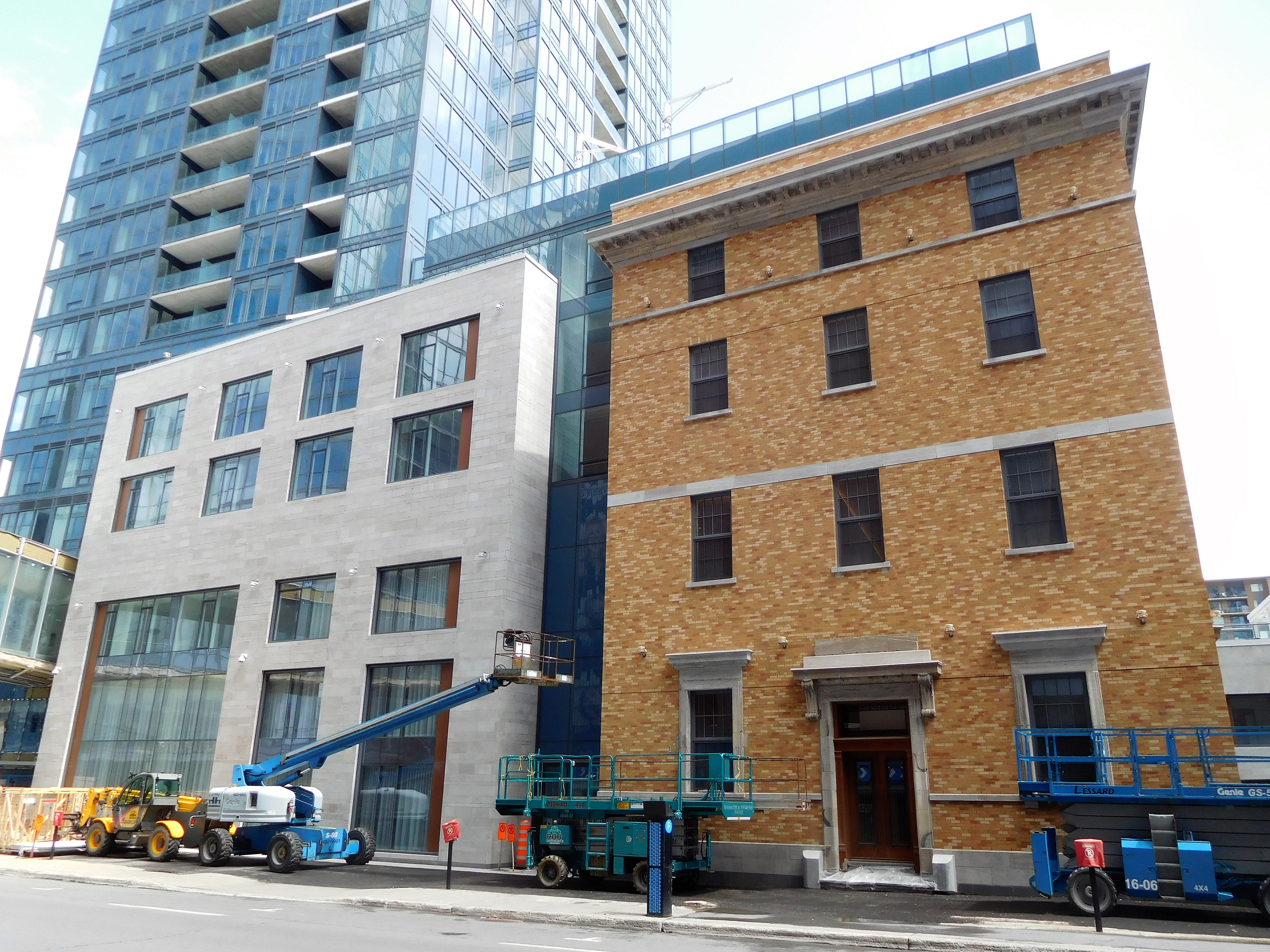
TDC2
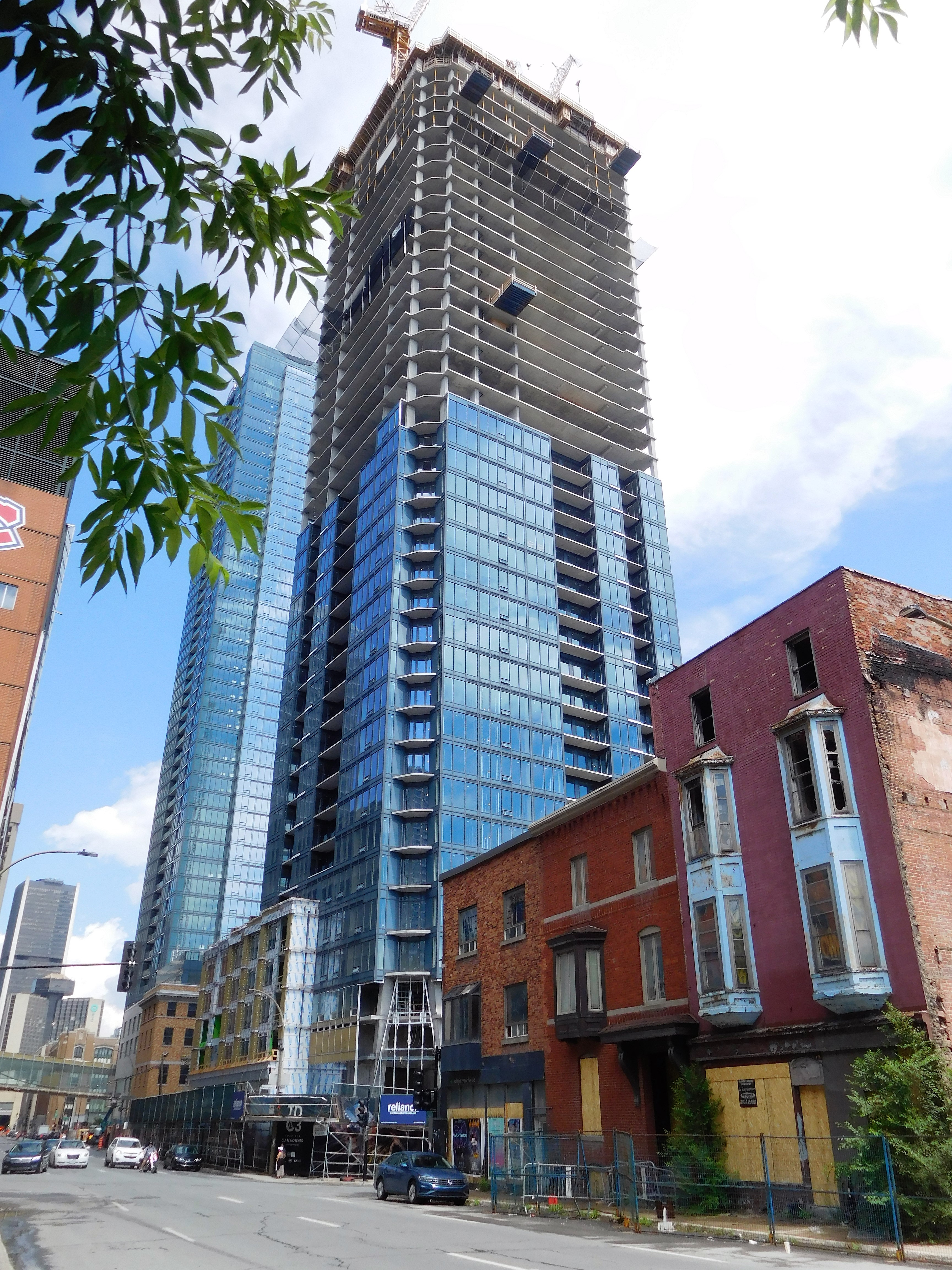
TDC3